# Cacostegania australis
Cacostegania australis är en fjärilsart som beskrevs av W. Warren 1901. Cacostegania australis ingår i släktet Cacostegania och familjen mätare. Inga underarter finns listade i Catalogue of Life.